# Peter Belger
Peter Belger (* 17. Juli 1955 in Olpe-Saßmicke) ist ein ehemaliger deutscher Mittel- und Langstreckenläufer.
Bei den Leichtathletik-Halleneuropameisterschaften 1981 in Grenoble wurde er Vierter über 1500 m. Von 1977 bis 1986 trat er insgesamt sechsmal im Nationaltrikot an.
1977 wurde er deutscher Hallenmeister über 1500 m, 1981 Hallen-Vizemeister. Über 3000 m wurde er 1986 Deutscher Hallenmeister. Peter Belger startete für den TuS 04 Leverkusen.

## Persönliche Bestzeiten
- 800 m: 1:49,1 min, 24. Mai 1977, Leverkusen
- 1000 m: 2:20,4 min, 11. Juni 1977, Berlin
- 1500 m: 3:40,2 min, 6. August 1977, Hamburg
- 3000 m: 7:52,3 min, 9. Juli 1982, Troisdorf
- 5000 m: 13:45,5 min, 7. September 1978, Koblenz